# Sony UI
Sony UI ist eine Benutzeroberfläche, die von Sony für hauseigene Smartphones entwickelt wurde. Sony UI wird nicht an Dritthersteller lizenziert.
Die neueste Version von Sony UI läuft auf fast allen neueren Smartphones und Tablets der Marke Sony.
Standardmäßig werden fünf verschiedene Homescreens in der Sony UI angeboten.
Neben den Sony typischen Verbindungsmöglichkeiten der Playstation bietet Sony hier auch den Stamina Modus an.
So ist es beispielsweise möglich, bei niedrigem Akkustand nur den Bildschirm zu dimmen, WLAN zu deaktivieren oder beides auszuführen.

## Bedienungskonzept
Da das Xperia Z Miracast unterstützt, bietet die UI hier spezielle Anpassungen an. Die Koppelung per Miracast erfolgt über NFC, kompatible Geräte erkennen so den Screen des Handys und stellen diesen mit einer WLAN-Verbindung dar. 
Auch dafür gibt es in der UI ein Shortcut, um schnell in das Menü zu gelangen. 

### Widgets
Widgets können auf vielfältige Weise erstellt werden. Sony bringt von Haus aus eigene Tools wie XPERIA Link, Music Unlimited oder „Bildschirm spiegeln“ mit.

## Änderungen
Grob gefasst wird Folgendes verändert:
- Sperrbildschirm
- Umfangreiche Energiesparoptionen (STAMINA)
- Launcher
- Galerie (hier die Sony Album-App, ersetzt die klassische Android-App. Wird aktuell ersetzt von Google Fotos.)
- Kontakte (nur in älteren Versionen. Wird aktuell ersetzt von Google Kontakte)
- Telefon (nur in älteren Versionen. Wird aktuell ersetzt von Google Telefon)
- SMS (nur in älteren Versionen. Wird aktuell ersetzt von Google Messages)
- Musik (hier die Sony Walkman-App, ersetzt die klassische Android-App)